# La Rage au cœur (film, 1978)
Pour les articles homonymes, voir La Rage au cœur.
Pour plus de détails, voir Fiche technique et Distribution.
La Rage au cœur, également connu sous le titre Demain, la fin (Tomorrow Never Comes), est un mélodrame policier canado-britannique réalisé par Peter Collinson et sorti en 1978.
Le film est en sélection officielle au Festival international du film de Moscou 1979.

## Synopsis
Après une excursion ratée pour se faire de l'argent en vue de son mariage, Frank revient en ville. Il cherche sa petite amie, la chanteuse Jane, mais apprend par divers indices qu'elle a probablement déjà un autre admirateur. En défendant l'honneur de Jane, Frank se bat dans un bar et se blesse gravement à la tête. Son ami le ramène chez lui, mais lorsqu'il se rétablit, Frank s'en va. Après avoir erré toute la nuit, il trouve la maison où vit Jane. Il s'avère que la maison appartient à Robert Lynn, le propriétaire du bar où Jane chante, et que les rumeurs sur son infidélité sont fondées.
Effrayée par le sang de Frank, la femme de chambre appelle la police, mais au cours de la confrontation, Frank s'empare de l'arme du policier et le blesse. N'ayant pas d'autre choix, Jane et lui se barricadent dans la maison.
C'est le dernier jour de travail de l'agent Wilson, qui a décidé de retourner dans sa ville natale parce qu'il en a assez de la violence et des crimes incessants. Wilson, qui tente de résoudre tous les conflits de manière pacifique, est en total désaccord avec le bouillant Willie, qui doit le remplacer. Lorsqu'une fusillade et un possible enlèvement sont signalés, Wilson prend en charge sa dernière affaire.
Un Frank barricadé demande à rencontrer Robert Lynn, mais ce dernier est trop puissant dans la ville et les hauts gradés tentent de le protéger du scandale, tandis que Wilson se méfie du comportement de Frank, qui n'a pourtant jamais été agressif auparavant au cours de sa vie. Après avoir consulté son ami et son médecin, le policier est convaincu que le comportement agressif est peut-être dû à un traumatisme crânien, mais plus personne ne s'en soucie : la police doit faire sortir l'otage à tout prix.

## Fiche technique
- Titre français : La Rage au cœur ou Demain la fin[2]
- Titre original anglais : Tomorrow Never Comes[3]
- Réalisation : Peter Collinson
- Scenario : Sydney Banks, David Pursall, Jack Seddon
- Photographie :	François Protat (en)
- Montage : John Shirley
- Musique : Roy Budd
- Décors : Michel Proulx
- Costumes : Shura Cohen
- Maquillage : Marie-Angèle Protat
- Production : Michael Klinger, Julian Melzack, Denis Héroux, Robert Sterne
- Société de production : Classic Film Industries, Montreal Trust Company, Neffbourne
- Pays de production :  Royaume-Uni -  Canada
- Langue originale : anglais
- Format : couleurs par Eastmancolor - Son mono - 35 mm
- Durée : 109 minutes
- Genre : mélodrame policier
- Dates de sortie :
  - Royaume-Uni : 2 mars 1978
  - Canada : 23 février 1979
  - France : 21 mars 1984

## Distribution
- Oliver Reed : Jim Wilson
- Susan George : Janie
- Raymond Burr : Burke
- John Ireland : capitaine
- Stephen McHattie : Frank
- Donald Pleasence : Dr Todd
- Paul Koslo Willy
- Cec Linder : Milton
- Richard Donat (en) : Ray
- Delores Etienne : Hilda
- Sammy Snyders : Joey

## Production
Le film est une « coproduction d'évitement fiscal » entre le Royaume-Uni et le Canada. Le film a été tourné dans à Laval et Montréal, au Québec.
Susan George avait déjà travaillé avec Peter Collinson dans Les Bas Quartiers (1968) et La Peur (1971).